# Church of St Mary (Warwick)
De Collegiate Church of St. Mary ook wel St. Mary's, is een parochiekerk in Warwick, Engeland. De kerk bevindt zich in het centrum van het dorp Warwick en is onderdeel van de Church of England.
De kerk heeft een status als collegiale kerk doordat het in het verleden seculiere kanunniken had. In bestuur en religieuze naleving leek de kerk op een kathedraal, hoewel het geen bisschopszetel had. Er bestaat binnen de Anglicaanse kerk wel de titel Bisschop van Warwick, maar dit is een bisschoppelijke titel die wordt gebruikt door de suffragaanbisschop van het bisdom Coventry.